# Révész Gyula (állatorvos)
Révész Gyula (Kiskunhalas, 1859. március 1. – 1918 után) magyar királyi állatorvos. Révész Lajos tanár testvére.

## Életútja
Révész Imre református borbély és Lengyel Julianna fiaként született, 1859. március 3-án keresztelték. Tanulmányait Halason és Budapesten végezte és az állatorvosi oklevelet 1886. júniusban nyerte el. Az állatorvosi tiszti vizsgálatot pedig 1889-ben tette le. 1886. augusztus 1-től 1890. március 1-ig a budapesti központi tejcsarnok-szövetkezetnél működött mint utazó felügyelő-állatorvos. 1890. március 1-től 1893. május 1-ig Arad szabad királyi városnál mint törvényszéki állatorvos volt alkalmazásban, 1893-tól pedig mint magyar királyi állatorvos működött Budapesten. 1895-ben Kőbányáról Sepsiszentgyörgyre helyezték. 1900-ban Vajdahunyadra került, 1906-ban innen Csíkszeredára helyezték át. 1913-ban az állategészségügyi felügyelői címet kapta. Neje Fejér Mariska volt.
Cikke az Archaeol. Értesítőben (1869. Kis-Kun-Halas).

## Munkái
- A fejős tehenek czélszerű takarmányozásáról és tartásáról. Budapest, 1889. (Különnyomat a Veterinariusból).
- A sertések nevelése, tartása és gondozása. Uo. 1900. (Falusi Könyvtár 21.).
- Az egészséges állatok gondozása és a betegek ápolása. Uo. 1900.